# Condado de Charles
O Condado de Charles é um dos 23 condados do Estado americano de Maryland. A sede do condado é La Plata, e sua maior cidade é La Plata. O condado possui uma área de 1 666 km² (dos quais 472 km² estão cobertos por água), uma população de 120 546 habitantes, e uma densidade populacional de 101 hab/km² (segundo o censo nacional de 2000). O condado foi fundado em 1658.